# Lauzon (conseil législatif)
Ne doit pas être confondu avec Lauzon (division sénatoriale canadienne).
Pour les articles homonymes, voir Lauzon.
Division du Conseil législatif du Québec
Lauzon est une division du Conseil législatif du Québec ayant existé de 1867 à 1968. Elle est abolie en même temps que le Conseil lui-même.

## Liste des conseillers
| Années | Années      | Conseiller législatif              | Parti           |
| ------ | ----------- | ---------------------------------- | --------------- |
|        | 1867 - 1880 | Alexandre-René Chaussegros de Léry | Conservateur    |
|        | 1881 - 1887 | George Couture                     | Conservateur    |
|        | 1888        | Louis-Philippe Pelletier           | Conservateur    |
|        | 1888 - 1890 | Louis-Napoléon Larochelle          | Conservateur    |
|        | 1892 - 1905 | Nicodème Audet                     | Conservateur    |
|        | 1905 - 1910 | Blaise-Ferdinand Letellier         | Libéral         |
|        | 1912 - 1935 | Eugène Roberge                     | Libéral         |
|        | 1935 - 1959 | Émile Moreau                       | Libéral         |
|        | 1959 - 1968 | Gérald Martineau                   | Union nationale |